# ブロックスタイル
ブロックスタイル合同会社 ( Block Style ) は、かつて宮崎県宮崎市に存在していた建築会社である。RM工法で注文住宅を建築していた。
2019年8月31日に営業を停止、2019年9月9日に破産手続き開始が決定。
2020年7月14日に清算の結了等により登記記録が閉鎖。
2020年7月22日にブロックスタイル元従業員仲村被告に有罪判決。2017年から翌年にかけて、宮崎市から確認済証の交付を受けていないことを隠すため、偽造した確認済証の写しを契約者に渡し、建築工事に着手。「被告人の態度は無責任だが父親の強引な経営方針が一因となったことは否定できない」などとして、仲村被告に懲役3年執行猶予5年の有罪判決を言い渡しました。